# Banque cantonale du Valais
 (août 2008).
Si vous disposez d'ouvrages ou d'articles de référence ou si vous connaissez des sites web de qualité traitant du thème abordé ici, merci de compléter l'article en donnant les références utiles à sa vérifiabilité et en les liant à la section « Notes et références ».
Pour les articles homonymes, voir BCV.
La Banque cantonale du Valais (BCVs) est une banque cantonale suisse cotée à la Bourse suisse, dont le siège est à Sion en Valais.
Elle est membre d'un réseau de 24 banques cantonales nommé UBCS.

## Portrait
Société anonyme de droit public, la Banque Cantonale du Valais (BCVs) est cotée à la Bourse Suisse (SIX Swiss Exchange).

## Histoire
La Banque cantonale du Valais est fondée en 1917. Établissement public appartenant entièrement au canton du Valais, elle bénéficie à sa constitution de la garantie de son unique propriétaire sur tous les engagements.
Le 1er janvier 1993, la banque est transformée en société anonyme de droit public, ouvrant ainsi son capital-actions au public.
En 2017, l'établissement a fêté ses cent ans d'existence, un jubilé qui a été marqué par de nombreux évènements,.

## Nombre de collaborateurs et réseau
Elle emploie 563 collaborateurs au 31 décembre 2023.
Elle dispose de 22 agences et 12 bureaux-conseils, répartis en trois régions : Haut-Valais, Valais central et Bas-Valais.